# Convento de San Pablo (Burgos)

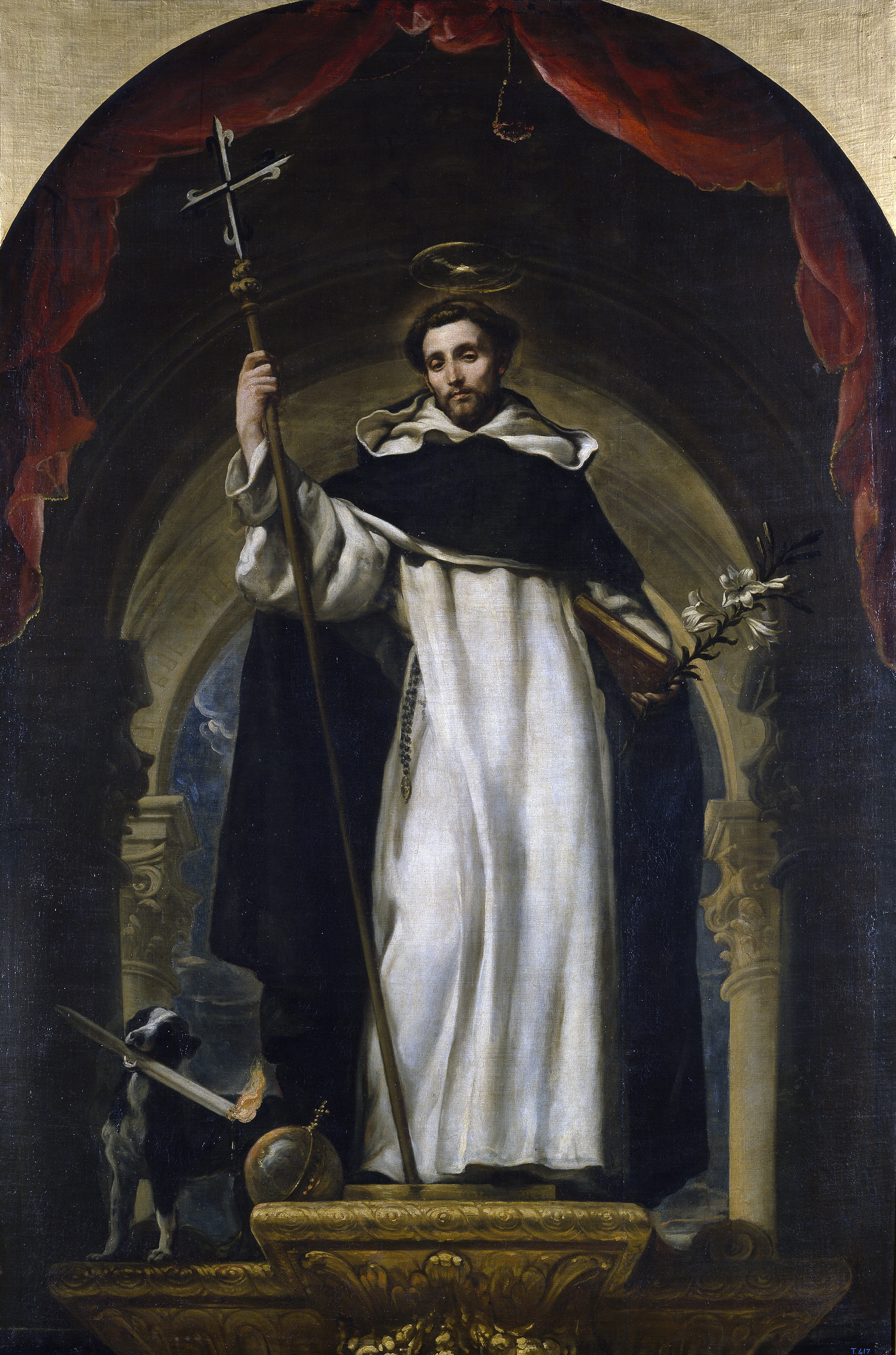
Santo Domingo de Guzmán. Claudio Coello. (Museo del Prado)

El convento de San Pablo de Burgos fue un convento dominico, actualmente desaparecido, situado en la ciudad de Burgos (España). La mayoría de los historiadores actuales señalan que fue fundado en el año 1224, aunque la tradición afirmaba que había sido fundado por Santo Domingo de Guzmán en el año 1218.
Durante la Guerra de la Independencia Española las tropas francesas lo convirtieron en cuartel y quedó muy deteriorado. En 1835, durante la Desamortización de Mendizábal, los frailes dominicos fueron expulsados del convento de San Pablo, que fue utilizado sucesivamente como cárcel, cuartel y hospital. Hacia 1870 las ruinas de la iglesia y del convento que aún permanecían en pie fueron demolidas por el ejército, por orden del Ministerio de la Guerra, para construir un cuartel, suponiendo dicha orden la desaparición completa del antiguo convento. El cuartel fue utilizado durante un siglo, hasta que fue demolido en el año 1973.
Entre los meses de septiembre de 2002 y junio de 2003 se llevó a cabo el estudio arqueológico de las ruinas del convento de San Pablo. En el terreno que ocupaba el convento se encuentra en la actualidad el museo de la Evolución Humana de Burgos.

## Historia del convento

### El convento entre los siglosXIIIyXIV
La mayoría de los historiadores actuales señalan que el desaparecido convento de San Pablo de Burgos fue fundado en el año 1224, aunque la tradición afirmaba que había sido fundado por Santo Domingo de Guzmán en el año 1218, durante su estancia en la ciudad de Burgos. No obstante, todos los historiadores coinciden en señalar que ya entre los años 1219 y 1222 los frailes dominicos se hallaban establecidos en la ciudad de Burgos.
El primitivo monasterio de San Pablo se encontraba situado, aunque su localización exacta es desconocida, a extramuros de la ciudad de Burgos, en unos terrenos situados en las cercanías de la iglesia de San Cosme y San Damián de Burgos, al sur de la ciudad. Desde su fundación disfrutó de la protección de los sucesivos reyes de Castilla, hasta el reinado de los Reyes Católicos.
La bula Virtute conspicuos, emitida por el papa Alejandro IV en 1260, recopiló, confirmó y amplió los privilegios que sus antecesores habían otorgado a los dominicos. Además, los papas Alejandro IV y Clemente IV, promovieron la visita de los fieles a las iglesias dominicas, al conceder indulgencias a aquellos individuos que participaran en esas iglesias en la fiesta de la Virgen María, de San Juan Bautista, de San Juan Evangelista, de San Pedro y San Pablo, de Santo Domingo, de San Pedro Mártir y de Santa Catalina de Alejandría.
La bula Virtute Conspicuos propició la aparición de una larga disputa con el cabildo de la catedral de Burgos, ya que este último se negó a permitir que diferentes miembros de la nobleza y del clero recibiesen sepultura en el convento de San Pablo, a pesar de que dicha bula establecía la independencia de los frailes dominicos respecto a los diocesanos y había puesto fin a las ambigüedades existentes sobre los enterramientos en el interior de los templos y monasterios, concediendo a los dominicos plena independencia en cuestión de enterramientos. El pleito con el cabildo catedralicio de Burgos se inició cuando los canónigos impidieron que recibiera sepultura en el convento de San Pablo el arcediano de Valpuesta, Juan Tomé:

Quitando el féretro y cuerpo de los hombros de los religiosos (...) desnudáronle del hábito de Santo Domingo (...) y ofendiendo a los religiosos, violentamente, contra las órdenes pontificias y voluntad del testador, le llevaron a la iglesia.

Los frailes dominicos apelaron entonces a Roma, iniciándose a continuación un pleito que se prolongó hasta el año 1302, en que el cabildo catedralicio de Burgos y el convento de San Pablo alcanzaron un acuerdo en el que se disponía que los frailes dominicos abandonarían su convento y se establecerían en un nuevo edificio, que comenzó a ser construido en el solar que en la actualidad ocupa el museo de la Evolución Humana de Burgos. Los frailes se trasladaron a su nuevo convento a principios del siglo XIV, y les concedieron 15 meses de plazo para trasladar al nuevo edificio sus pertenencias y los cuerpos sepultados en el antiguo convento.
El rey Alfonso X de Castilla donó al convento varias huertas que el monasterio de las Huelgas de Burgos había entregado al monarca en 1270. Por su parte, Sancho IV de Castilla, hijo de Alfonso X, les donó una plaza y los frailes dominicos compraron poco después otras huertas colindantes, y continuaron siendo favorecidos por los siguientes monarcas, la nobleza, y la ciudad de Burgos. El solar que ocupaba el convento de San Pablo se encuentra comprendido entre la calle del conde de Vallellano, la calle del Doctor Fleming, la calle del Burgense y la calle de San Pablo. 
El rey Fernando IV de Castilla confirmó en 1302 el privilegio otorgado por su padre, Sancho IV de Castilla, por el que colocaba a los dominicos de San Pablo de Burgos bajo la protección real y les eximía de pagar impuestos y, siete años después, en 1309, el mismo rey concedió una renta anual de 10 000 maravedís a dicho convento con el propósito de contribuir a la terminación de las obras. La reina María de Molina donó en 1316, durante la minoría de edad de su nieto, Alfonso XI de Castilla, 12 000 maravedís para que los frailes dominicos pudieran construir un dormitorio en el convento de San Pablo de Burgos, que una vez concluido llegó a medir 300 pies de largo, siendo por ello uno de los más destacados en España.
Y a finales del siglo XIV el convento fue muy favorecido por las donaciones de Leonor Enríquez de Castilla, que era hija de Fadrique Alfonso de Castilla y nieta del rey Alfonso XI de Castilla, ya que esa dama legó al convento «muchas cosas de muebles», como señaló Luciano Huidobro Serna, y también «renta, plata, joyas y bienes muebles», como señaló José Pellicer. Y además Leonor Enríquez costeó la construcción del crucero de la iglesia del convento de San Pablo para que su cadáver recibiera sepultura en ese lugar, aunque Huidobro Serna manifestó que no llegó a terminarlo y que solamente lo tenía «casi cerrado», por lo que en su testamento ordenó que lo finalizaran y legó para ello 20 000 maravedís, a los que en caso necesario sus testamentarios añadirían lo necesario para su conclusión. Y precisamente por esa razón el obispo Pablo de Santa María, que fue uno de los más destacados benefactores de ese convento a principios del siglo XV y colocó su escudo de armas en «las otras naves» del templo, no pudo colocarlos en el crucero de la iglesia.

### El convento entre los siglos XV y XIX

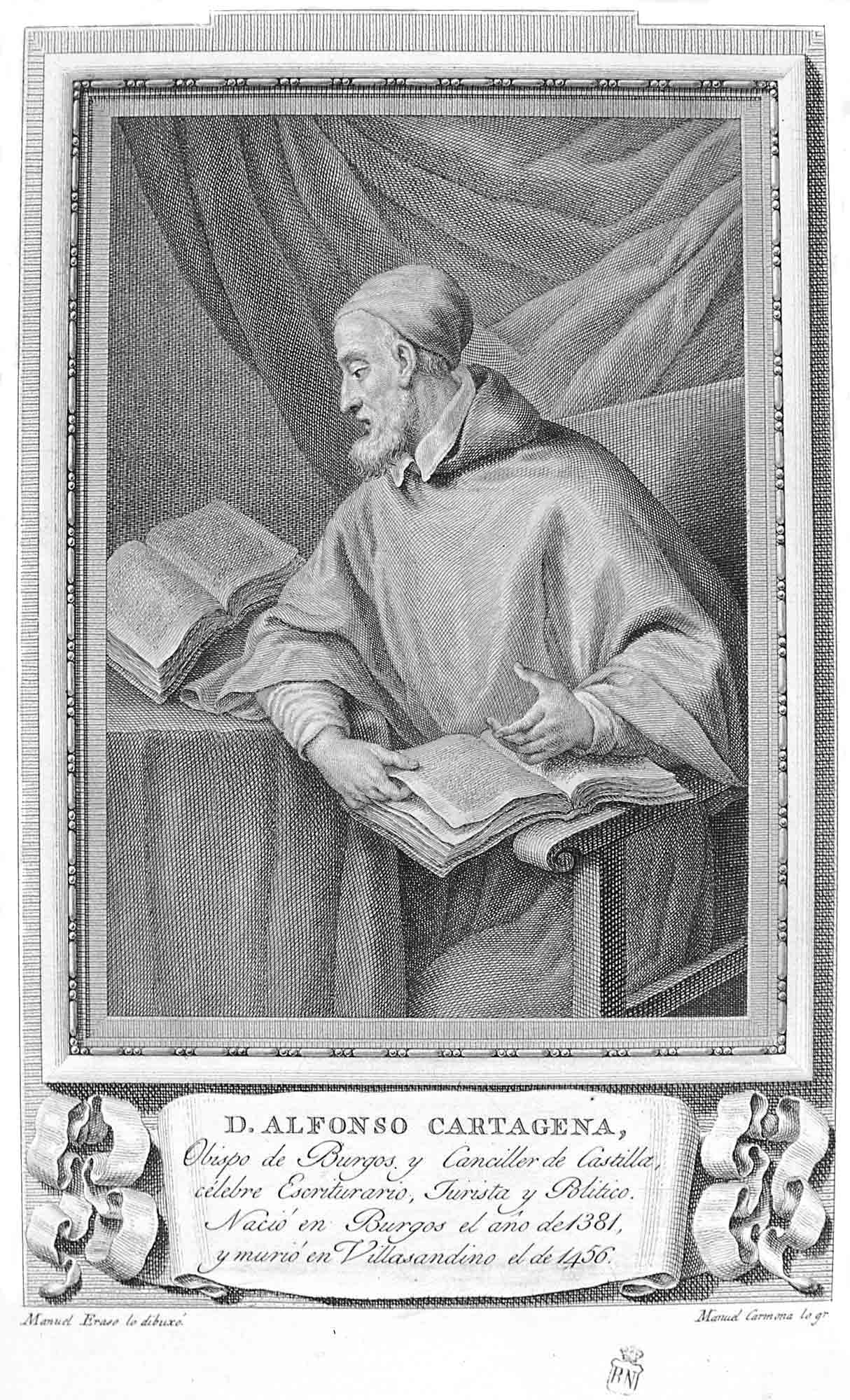
Alfonso de Cartagena. Grabado de Manuel Salvador Carmona, col. Retratos de los españoles ilustres, Madrid, Imprenta Real, 1791. Biblioteca Nacional

El rey Juan II de Castilla confirmó al convento los privilegios que poseía y los aumentó, al igual que los monarcas Enrique IV, Felipe II y Felipe III.
El día 30 de septiembre de 1430 finalizaron las obras del nuevo convento de San Pablo de Burgos, cuya construcción se prolongó durante más de un siglo, y en la terminación de las obras resultó determinante el apoyo financiero del obispo Pablo de Santa María. En 1413, antes de ser obispo de Burgos, Pablo de Santa María concertó con el convento de San Pablo la cesión de la capilla de la sala capitular para que en ella recibiesen sepultura los restos mortales de su madre, su esposa y sus familiares. No obstante, en 1430 concertó con los dominicos de San Pablo la cesión de la capilla mayor de la iglesia, a fin de que su propio cadáver fuera sepultado allí, a pesar de que algunos años antes, tras su nombramiento como obispo de Burgos, había dispuesto que sus restos mortales descansasen en la capilla de Santo Tomás de Aquino de la catedral de Burgos. Tras la defunción del obispo Pablo de Santa María, ocurrida el día 30 de agosto de 1435, sus restos mortales recibieron sepultura en la capilla mayor de la iglesia del convento de San Pablo.
Alfonso de Cartagena, obispo de Burgos y diplomático e hijo del obispo Pablo de Santa María, favoreció notablemente al Colegio del convento de San Pablo de Burgos, en cuyo teologado también estudió e inició su aprendizaje Francisco de Vitoria, por lo que algunos autores señalan la posibilidad de que este último conociese las teorías de Alfonso de Cartagena en dicho colegio, ya que Francisco de Vitoria comenzó sus estudios en 1505, es decir, unos cincuenta años después que Alfonso de Cartagena.
El ingreso de numerosos individuos en los conventos, sobre todo a partir de la década de 1470, produjo un considerable aumento de los bienes monetarios e inmobiliarios de los conventos, gracias a los bienes que aportaban como dote esos religiosos. Por ello, los principales conventos de la Orden de Predicadores en Castilla, como el convento de San Esteban de Salamanca, el de San Pablo de Valladolid, o el de San Pablo de Burgos, acrecentaron notablemente su patrimonio y procuraron protegerlo y ampliarlo.

En 1482, cuando en la capilla de Santiago, colateral a la mayor, se pretendía dar sepultura al comendador Juan de Valdivielso, la familia Cartagena, que ostentaba el patronato de la capilla mayor del templo y creía tener derechos, no sólo sobre la capilla mayor, sino también sobre las colaterales, intentó impedir el entierro valiéndose de gente armada y con tal violencia que algunas imágenes resultaron dañadas.

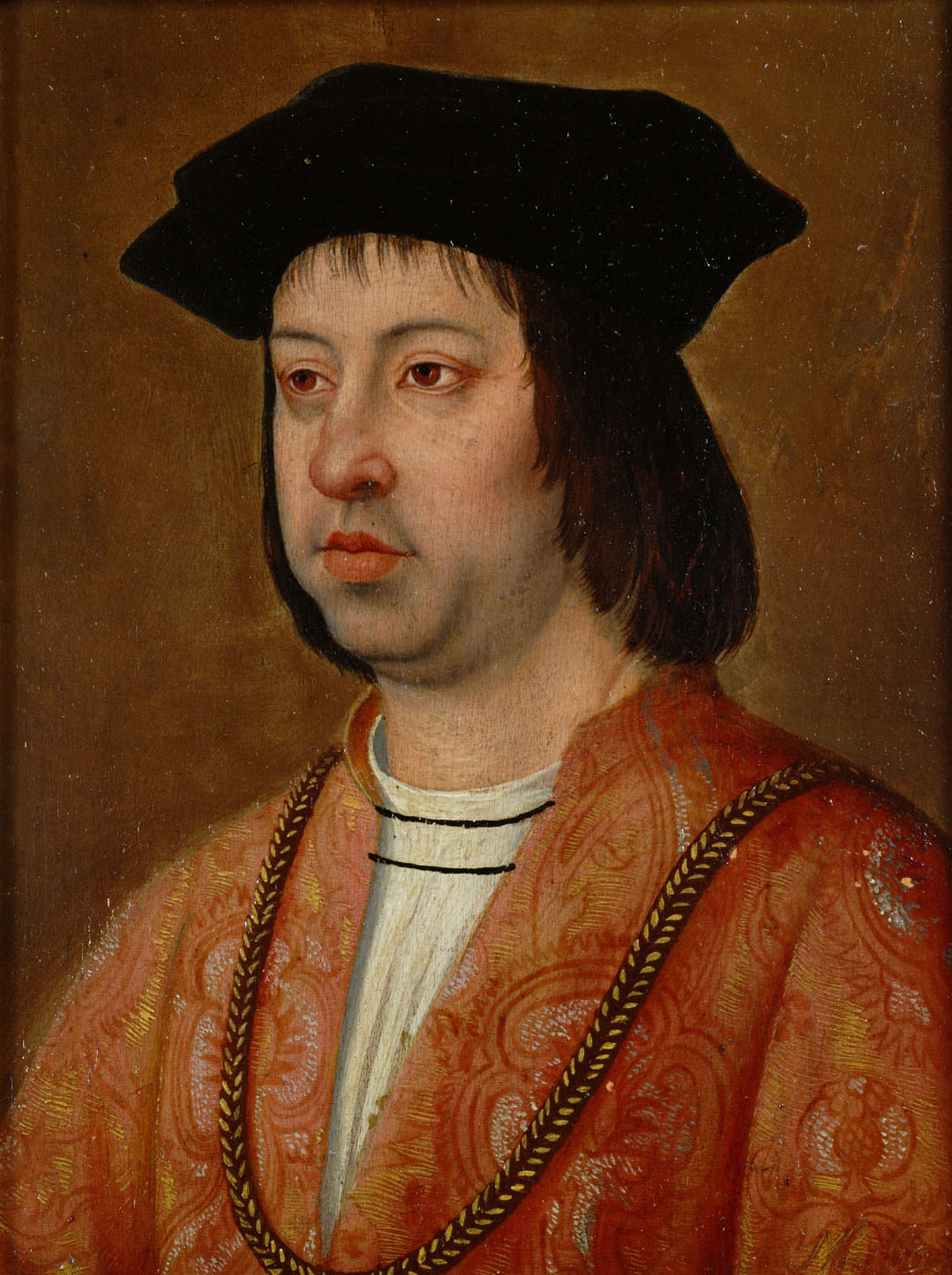
Retrato de Fernando II de Aragón. Michel Sittow. (Museo de Historia del Arte de Viena)

En 1508 recibió sepultura en el convento de San Pablo de Burgos Fernando de Beaumont, hijo de Luis de Beaumont, condestable de Navarra, y de Leonor de Aragón, hija ilegítima del rey Juan II de Aragón. Debido a la condición del difunto, que era nieto del rey Juan II de Aragón y sobrino de Fernando II de Aragón, este último solicitó que los restos de su sobrino recibiesen sepultura en el centro de la capilla del Capítulo, hecho contrario a las costumbres de los dominicos y al acuerdo establecido entre el obispo Pablo de Santa María y el convento de San Pablo, aunque, a pesar de ello, los frailes dominicos se plegaron a los deseos de Fernando II de Aragón.
En 1512 se reunieron en el convento de San Pablo de Burgos, por disposición del rey Fernando II de Aragón, una Junta de teólogos y juristas a fin de estudiar las denuncias que los dominicos habían presentado sobre los malos tratos que los conquistadores españoles infligían a los indígenas americanos. Las Leyes de Burgos o Reales ordenanzas dadas para el buen Regimiento y tratamiento de los indios, fueron sancionadas por el rey Fernando II el día 27 de diciembre de 1512 y constituyen el primer cuerpo legislativo de carácter universal que se otorgó para los pobladores del Continente americano, siendo consideradas como la primera declaración de Derechos humanos. En 1539, en la iglesia conventual de San Pablo fueron celebrados los solemnes funerales en memoria de la emperatriz Isabel de Portugal, esposa de Carlos I de España, debido al hundimiento del cimborrio de la catedral de Burgos.
El convento de San Pablo de Burgos mantuvo una larga disputa con el Convento de San Pedro Mártir de Toledo, que le disputaba el privilegio de ser el primer convento instituido por Santo Domingo de Guzmán en España. En 1545 se declaró la primacía del convento burgalés sobre el toledano, y dicho fallo fue confirmado en 1559 por el capítulo de Segovia, concediéndosele el tercer lugar en el Coro Derecho. En 1582, los frailes dominicos apoyaron la fundación de un convento de carmelitas descalzas en la ciudad de Burgos, que fue llevada a cabo por Santa Teresa de Jesús.

### Guerra de la Independencia y demolición del convento (1808-1870)
Durante la Guerra de la Independencia Española las tropas francesas saquearon y destruyeron el convento y lo convirtieron en cuartel, pajar, almacén y cárcel. El día 18 de agosto de 1808, el rey José I Bonaparte, mientras se encontraba en Miranda de Ebro tras la derrota francesa en la batalla de Bailén, decretó que se vendieran los conventos con menos de 12 religiosos profesos y los bienes de las Obras Pías, y el día 16 de noviembre de 1808 el mismo monarca decretó la supresión de numerosos conventos y monasterios burgaleses, entre los que se encontraba el convento de San Pablo.

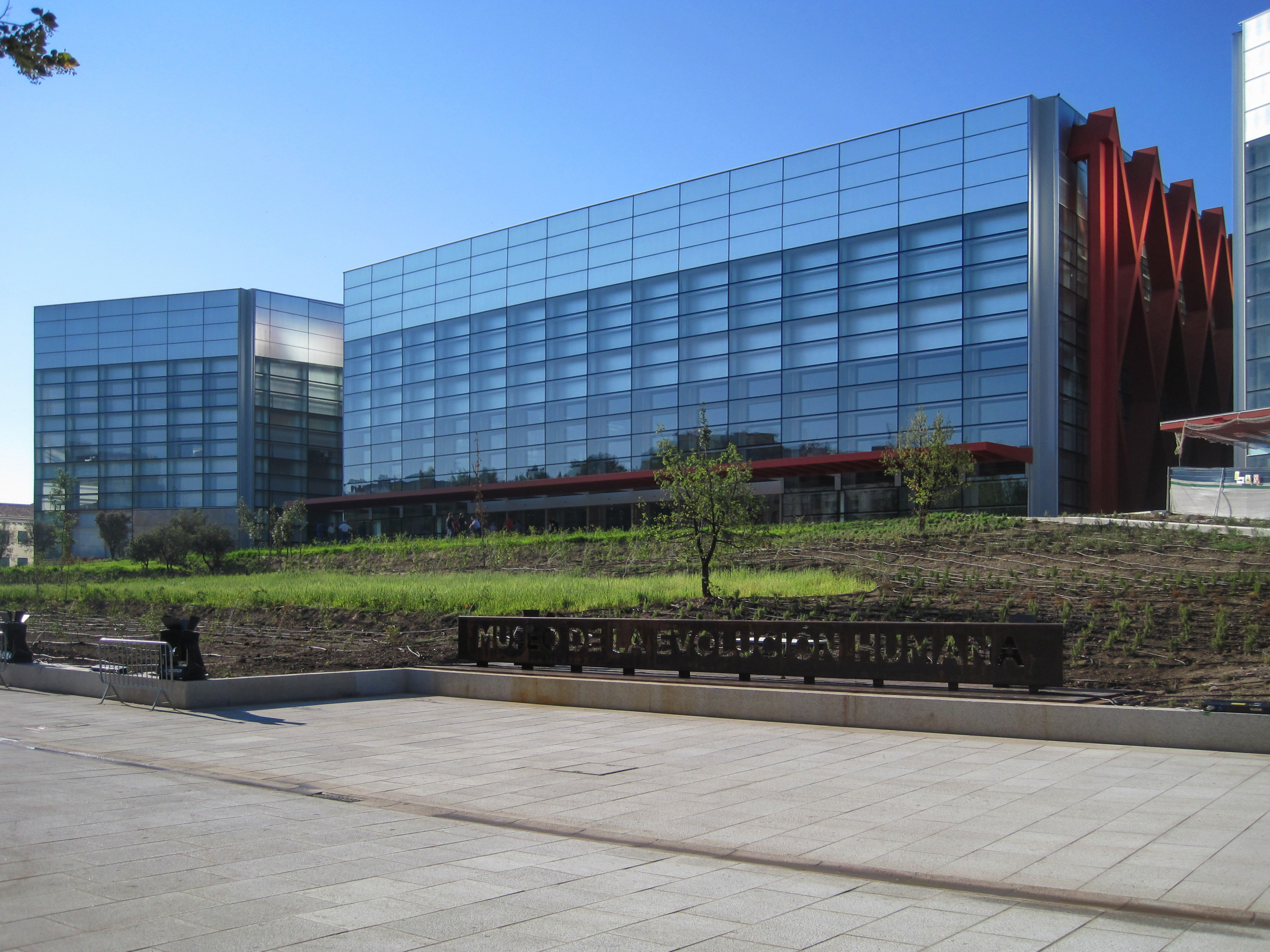
Museo de la Evolución Humana. (Burgos)

Tras la retirada de los soldados franceses, el convento fue parcialmente reconstruido. La fachada de la iglesia fue reconstruida en esa época, era de estilo clásico, y estaba rematada por una espadaña coronada por pináculos góticos. En 1835, durante la Desamortización de Mendizábal, los frailes dominicos fueron expulsados del convento de San Pablo, aunque el prior continuó residiendo en él, y algunos frailes permanecieron hasta el mes de marzo de 1836. El edificio fue utilizado sucesivamente como cárcel, cuartel y hospital.
En 1859, una década antes de que los restos de la iglesia y el convento de San Pablo fueran completamente demolidos, Agustín de Santa María y el marqués de Castrofuerte solicitaron, aunque sin éxito, y como titulares del patronato sobre la capilla mayor, que la iglesia de San Pablo continuara abierta al culto.
Hacia 1870 las ruinas de la iglesia y del convento que aún permanecían en pie fueron completamente demolidas por el ejército, por orden del Ministerio de la Guerra, para construir un cuartel de nueva planta, suponiendo dicha orden la desaparición completa del antiguo convento, aunque hay constancia de que ya en 1867 había comenzado a edificarse un cuartel y de que el antiguo convento estaba demolido casi en su totalidad. El cuartel construido sobre las ruinas del convento fue utilizado durante aproximadamente un siglo, hasta que fue demolido en el año 1973.
Entre los meses de septiembre de 2002 y junio de 2003 se llevó a cabo el estudio arqueológico de las ruinas del convento de San Pablo. En el terreno que ocupaba el desaparecido convento se encuentra en la actualidad el museo de la Evolución Humana de Burgos, que fue inaugurado el día 13 de julio de 2010.

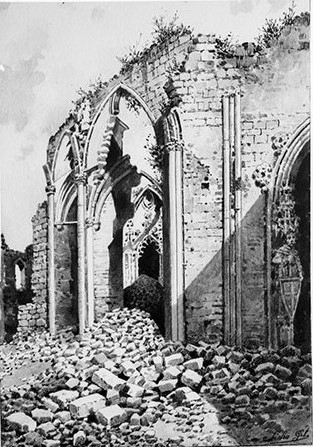
Ruinas del convento de San Pablo de Burgos. (Siglo XIX).
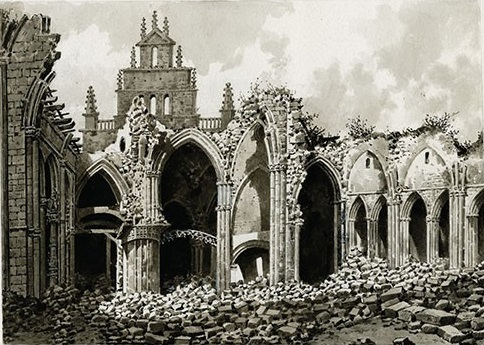
Ruinas del convento de San Pablo de Burgos. (Siglo XIX).

## Cofradías con sede en el convento de San Pablo

### La cofradía de Ntra. Sra. del Rosario
La cofradía fue fundada en 1498 y, sobre todo en sus primeros siglos, poseía un considerable patrimonio en tierras, censos, alhajas y ornamentos, gracias a las donaciones, a sus propias rentas y a las limosnas, y disfrutaba de una gran aceptación social. La mayoría de sus miembros eran de la clase media, aunque también hubo algunos miembros de la nobleza, pero no fueron numerosos.
El rezo del Santo Rosario era la principal obligación de los cofrades, aunque la cofradía también se preocupaba de los hermanos que se encontrasen en situación desgraciada y de los hermanos difuntos, pues los cofrades tenían la obligación de participar en
los funerales de los hermanos fallecidos. También estaban obligados a asistir a las procesiones ordinarias y extraordinarias y la fiesta principal era la del primer domingo de octubre, que era celebrada con gran solemnidad.
El coste de las obras y reformas emprendidas en la nueva capilla a finales del siglo XVII mermaron considerablemente los recursos de la cofradía, y a partir de entonces y durante todo el siglo XVIII su situación económica fue precaria, aunque disponía de suficientes recursos para mantener el esplendor del culto.
Tras la Guerra de la Independencia, la vida cofrade retornó a la normalidad, aunque en 1836, durante la Desamortización de Mendizábal la cofradía se vio obligada a abandonar el convento, junto con los frailes dominicos, y durante los siglos XIX y XX tuvo su sede en varios conventos e iglesias de Burgos. Desde 1974 la cofradía tiene su sede en la iglesia de Santo Domingo de Burgos.

### La cofradía del Nombre de Dios de los Juramentos

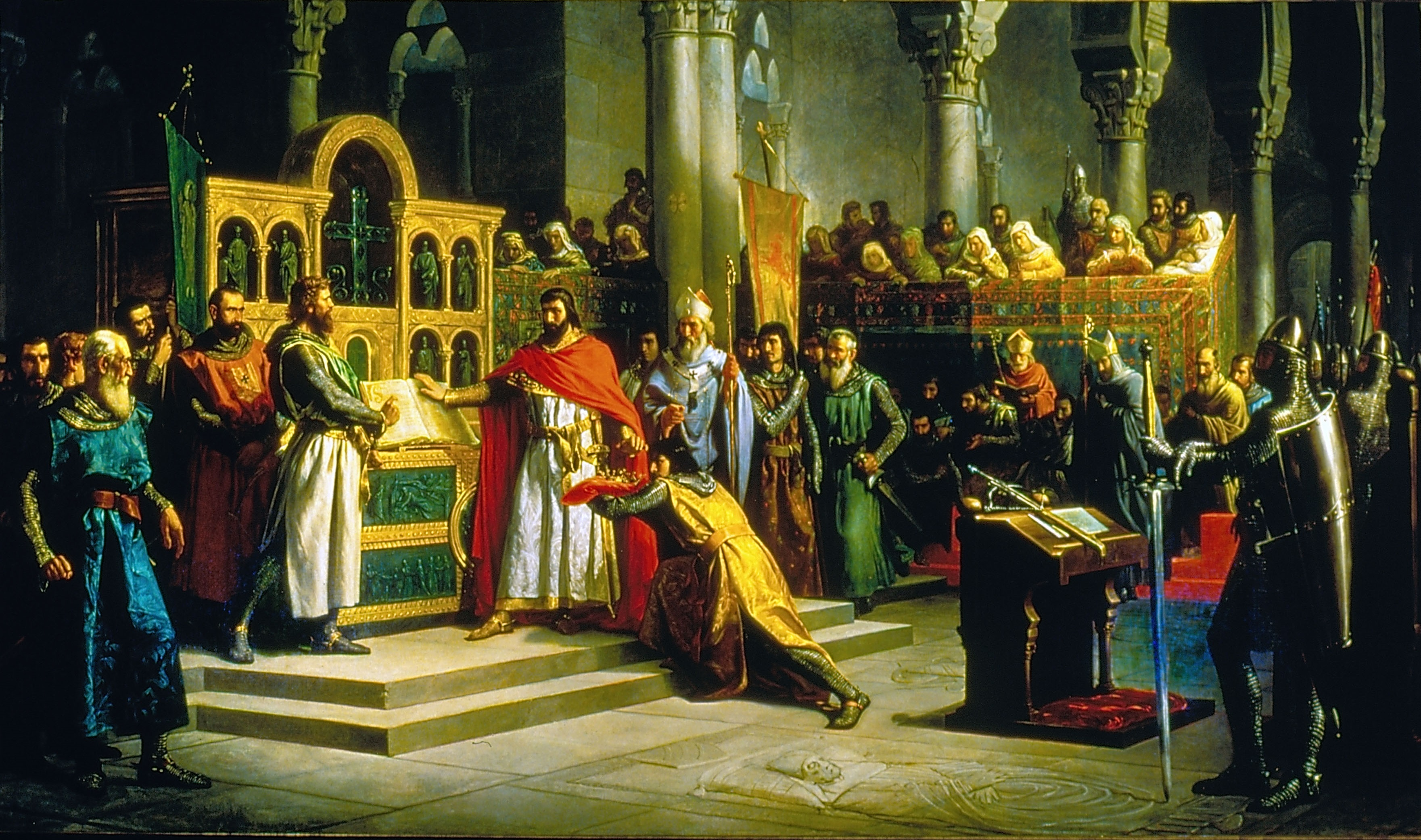
Jura de Santa Gadea, de Marcos Hiráldez de Acosta. 1864. (Palacio del Senado de España, Madrid).

Aunque los libros de la cofradía desaparecieron, fue fundada a mediados del siglo XVI en el convento de San Pablo por un burgalés, Diego de Vitoria, aunque también estuvieron implicados otros miembros del convento, como Domingo de Soto y Juan Gallo. En el siglo XVI, las cofradías medievales, de carácter fundamentalmente asistencial y de ayuda mutua, dieron paso a las de finalidad exclusivamente religiosa, fruto de la nueva religiosidad, de lo dispuesto por el rey Felipe II y de las normas surgidas del concilio de Trento.
Los objetivos primordiales de la cofradía eran luchar contra el abuso de los juramentos, contra los perjurios, y contra las profanaciones del nombre del Señor por los blasfemos. El fundador de la cofradía, Diego de Vitoria, era hermano de Francisco de Vitoria, y fue prior del convento de San Pablo de Burgos entre 1526 y 1529.
La ciudad de Burgos y la iglesia de Santa Águeda de Burgos, que estaba relacionada con los juramentos de los hidalgos, estuvieron vinculadas con el juramento mítico más famoso de la historia castellana, la Jura de Santa Gadea. En la iglesia de Santa Águeda tuvo lugar la célebre jura, en la que supuestamente Alfonso VI de León habría jurado ante Rodrigo Díaz de Vivar, a finales de 1072, que no había tomado parte en el asesinato de su hermano Sancho II de Castilla, que fue asesinado durante el Cerco de Zamora. No obstante, numerosos historiadores señalan que dicho juramento nunca ocurrió. El historiador René Jesús Payo Hernanz señaló que:

Surgió, con la Jura (de Santa Gadea), la imagen de un caballero garante de la moralidad en la vida pública, que defiende la «legalidad» establecida frente a las arbitrariedades o las astucias para hacerse con el poder.

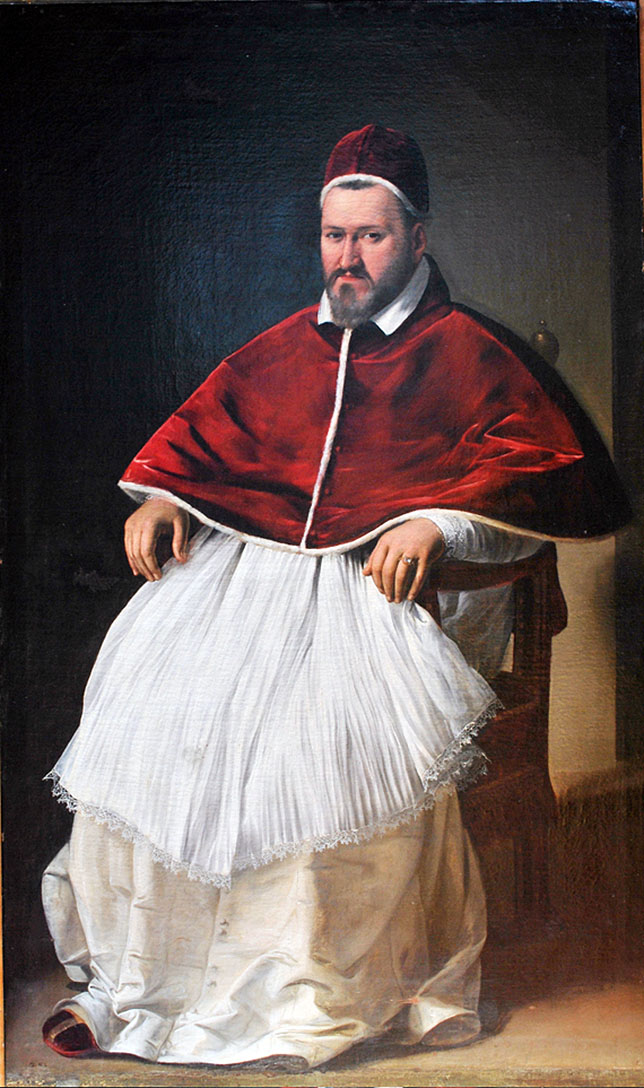
Retrato del papa Paulo V. 1605. (Galería Borghese, Roma)

El culto de la cofradía pasó a ser patrocinado por los dominicos, que consiguieron que el papa Pío IV, mediante la bula Salvatoris et Domini Nostri, emitida el día 13 de abril de 1564, encargara oficialmente a dicha Orden la promoción de este culto, lo que esta acogió con entusiasmo. Los siguientes papas ratificaron esa aprobación y concedieron indulgencias a la cofradía y al convento de San Pablo de Burgos, donde tenía su sede.
El papa Paulo V, por su bula Decet Romanum Pontificem, emitida el día 21 de julio de 1571 por solicitud de fray Juan Gallo, que era un religioso del convento de San Pablo, otorgó a los dominicos el control completo de la cofradía, de forma que solamente las cofradías establecidas por religiosos de la Orden y según sus reglamentos difrutarían de los privilegios concedidos a la misma. La bula Cum certas unicuique confraternitatis, emitida el día 31 de octubre de 1606 por el papa Paulo V, concedía a los cofrades indulgencia plenaria el primer día de haberse inscrito, el día de su defunción, y el primer día del año, si asistían al Oficio divino de la cofradía.
La cofradía fue muy popular entre los miembros de la nobleza y la alta burguesía de Burgos, como demuestra un documento de la cofradía del año 1585, en el que aparecen mencionadas varias familias de la pequeña nobleza, como los Arriaga, Maluenda, Mújica, Salamanca, García de Castro, Matanza, y López de Arriaga, entre otros. Desde Burgos, la cofradía, con el objeto de combatir los perjurios y las blasfemias, cruzó las fronteras de la península ibérica y se extendió por todo el mundo, especialmente en los territorios españoles del continente americano. Es probable que la cofradía tuviera un altar dedicado a la advocación del Nombre de Jesús, pero en los documentos del convento de San Pablo únicamente se hace mención de un altar dedicado al Dulce Nombre de Jesús y otro dedicado al Niño Jesús, aunque es posible que ambos fueran el mismo y que ninguno de los dos fuese el de la cofradía.
Se desconoce la fecha exacta en que se extinguió la cofradía, aunque diversas fuentes señalan que lo más probable es que desaparecería durante la Guerra de la Independencia, a principios del siglo XIX, y que se extinguiera completamente con la Desamortización de Mendizábal y la exclaustración del convento, suponiendo que en esos momentos aún existiera.

## Descripción de la iglesia conventual de San Pablo

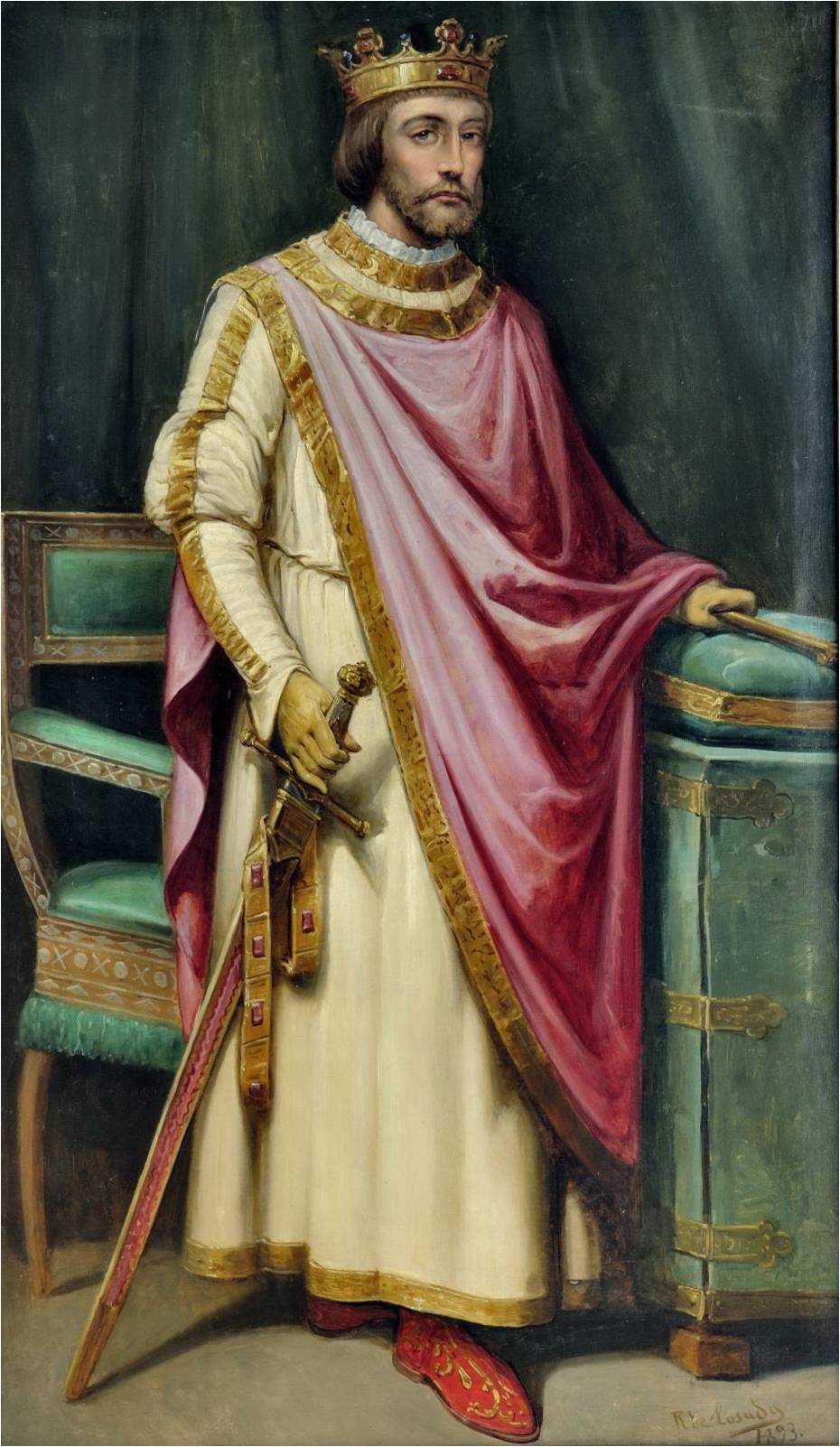
Retrato imaginario del rey Juan I de Castilla. José María Rodríguez de Losada. (Ayuntamiento de León)

El rey Juan I de Castilla concedió al convento de San Pablo el privilegio de poder extraer toda la piedra necesaria, para la edificación de la iglesia, en un radio de cinco leguas alrededor de la ciudad de Burgos, y los escudos de armas del monarca fueron colocados en el templo. La iglesia del convento de San Pablo estaba situada junto a uno de los lados del claustro conventual y era de tres naves. El escritor y académico Antonio Ponz consignó que «La iglesia del Convento de PP. Dominicos, intitulada de San Pablo, tiene tres naves, y es del estilo gótico, bastante espaciosa.» Por su parte, Isidro Gil Gabilondo, que contempló las ruinas del templo en 1865, poco antes de su completa demolición, señaló que:

La iglesia, ya lo hemos dicho en la primera parte de este escrito, era alta, estrecha y oscura, bañada apenas de una media luz que penetraba a través de las airosas ojivas, dándole un aspecto sombrío muy en armonía con el recuerdo de las catacumbas que los artistas de la edad media se proponían evocar siempre al construir las naves. Su extraordinaria longitud constituía una de sus principales bellezas, contribuyendo su mayor atractivo la altura de las bóvedas, la sucesiva hilera de los arcos góticos y el atrevido ábside perdido allá en el fondo y envuelto en misteriosa penumbra.

El templo medía aproximadamente 90 metros de largo y contaba con capillas situadas entre los contrafuertes, aunque también había capillas de grandes dimensiones en ambos extremos del transepto y en los costados de la capilla mayor.
En el interior de la iglesia de San Pablo se veneraban antes de la exclaustración tres imágenes con las manos y el rostro de marfil, y que representaban a la Virgen María, a Santo Domingo de Guzmán, y a Santo Tomás de Aquino. También procedía de la iglesia de San Pablo un apostolado, compuesto por doce cuadros que se creía habían sido ejecutados por José de Ribera, y que en el siglo XIX fueron llevados al Museo Provincial de Burgos.
En 1693, el Padre José de Torres, prior del convento de San Pablo, ordenó derribar la antigua portada gótica de la iglesia y la torre del templo, y en su lugar construyó una portada de estilo clásico con frontón y pilastras dóricas y rematada por una espadaña coronada por nueve chapiteles de estilo gótico. En las primeras capillas del lado del Evangelio se encontraban las sepulturas colectivas de la cofradía de las Ánimas. Antonio Ponz señaló, a finales del siglo XVIII, que:

Así la Iglesia, toda ella de piedra, como el Convento, son de lo bueno que los PP. Dominicos tienen en España.

En diferentes lugares del templo recibieron sepultura varios artistas célebres, como León Picardo, que era considerado por los frailes como «muy amigo de esta casa», Juan de Vallejo, Felipe Bigarny, Arnao de Flandes, Domingo de Amberes, Juan de Pobes, y Policarpo de la Nestosa.

### Capilla mayor
En cada uno de los pilares del crucero de la iglesia se hallaban colocados sendos púlpitos de hierro. Uno de ellos fue trasladado a la iglesia de San Lesmes Abad de Burgos durante la Guerra de la Independencia Española y probablemente no fue devuelto al templo. Una escalinata permitía el acceso al presbiterio de la iglesia, que a ambos costados tenía una balaustrada doble, sobre sendos repechos de piedra, en los que se hallaban colocados los escudos de la familia Girón, en el lado de la Epístola, y los de la familia Riaño-Salamanca en el lado del Evangelio.
Adosados a los pilares de entrada de la capilla mayor se encontraban colocados sendos altares. El del lado de la Epístola representaba a San Jacinto, y en su remate se hallaba colocado el escudo de la familia Pardo, mientras que el colocado en el pilar del lado del Evangelio representaba a San Vicente Ferrer, y en sus inmediaciones se encontraban numerosas sepulturas de la familia Salamanca.
Está documentado que el pavimento de la capilla mayor fue renovado en 1817 y, por última vez, en 1828. Las naves del templo estaban cubiertas de lápidas sepulcrales, al igual que el claustro. El pintor León Picardo fue sepultado cerca de uno de los púlpitos de la iglesia.

#### Retablo mayor

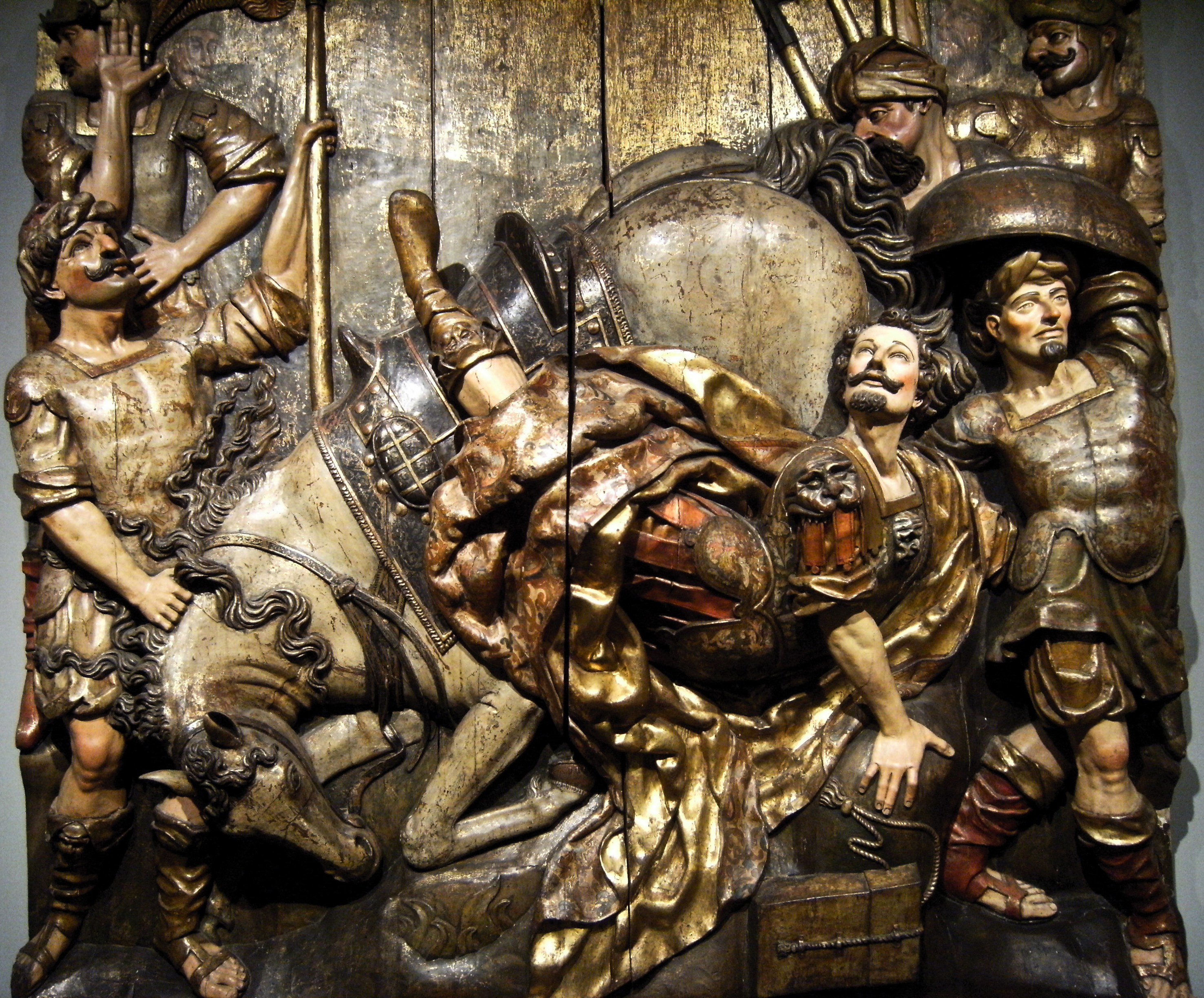
La conversión de San Pablo, procedente del retablo mayor del convento de San Pablo. Museo Frederic Marès, (Barcelona)

El primitivo retablo mayor de la iglesia era de estilo gótico y de pincel en tabla, y el último retablo mayor que tuvo la iglesia fue construido en el año 1629 y era de estilo clasicista, e Isidro Gil Gabilondo lo describió del siguiente modo:

Severas líneas, compuesto de dos cuerpos con cuatro columnas corintias, bien proporcionadas y altísimas, cuyos capiteles, de hojas retorcidas de acanto, sostenían un arquitrabe y friso sencillos, coronado el todo por una cornisa llena de molduras. Entre las columnas, las estatuas de Santa Catalina, la Magdalena, San Pedro y la Crucifixión y, ocupando el centro, bajo un arco de plena cimbra, un alto relieve que representaba a San Pablo en el camino de Damasco.

En la financiación del retablo mayor de la iglesia intervinieron el arzobispo dominico José González y la dama Mencía de Salamanca, esposa del capitán Juan Girón. Esta última donó ochocientos escudos para dorar el retablo. Durante la Guerra de la Independencia Española el retablo mayor fue desmontado y sus piezas fueron repartidas entre diferentes iglesias de la provincia de Burgos. Tras la retirada del ejército francés, las esculturas y pinturas que componían el retablo retornaron al convento de San Pablo y el retablo fue reconstruido, aunque sufrió modificaciones con respecto al anterior. En 1835, tras la exclaustración de los religiosos, la mayor parte del retablo fue trasladado al convento de Santa Dorotea de Burgos, y el medallón central del retablo, que representa la conversión de San Pablo, fue adquirido en 1967 por Frederic Marès y, posteriormente, trasladado al museo Marés de Barcelona, donde se encuentra en la actualidad.

#### Sepulturas de la casa de Lara
En el presbiterio de la capilla mayor de la iglesia de San Pablo se encontraban tres tumbas en las que descansaban los restos mortales de tres miembros, uno de ellos consorte, de la casa de Lara, aunque en el caso del primero su enterramiento en el convento de San Pablo de Burgos es solamente una hipótesis:
- Juan Núñez I de Lara (m. 1294).[a] Señor de la casa de Lara e hijo de Nuño González de Lara el Bueno.[72]
- Fernando de la Cerda (1275-1322).[73][72] Hijo del infante Fernando de la Cerda y nieto del rey Alfonso X de Castilla. Contrajo matrimonio con Juana Núñez de Lara.[74][75]
- Juan Núñez III de Lara (m. 1350).[76][77] Señor de la casa de Lara y de Vizcaya e hijo del anterior. Fue bisnieto de los reyes Alfonso X de Castilla y Luis IX de Francia.[77]

Las tumbas de los tres individuos, conocidas por los antiguos cronistas como tumbas de los infantes de Lara, fueron al principio de madera y estaban adornadas con escudos de la casa de Lara. Las tumbas, desaparecidas en la actualidad, fueron cambiadas de lugar en varias ocasiones, aunque siempre estuvieron en el presbiterio, y el último dato conocido de ellas es que en 1776 fueron removidas al renovar el presbiterio de la iglesia, aunque continuaron en el mismo lugar.

#### Sepulturas de la familia Cartagena

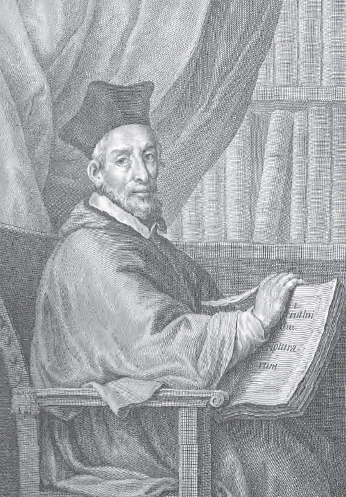
Grabado que representa al obispo Pablo de Santa María, benefactor del convento de San Pablo de Burgos

En 1430 Pablo de Santa María, obispo de Burgos, concertó con los dominicos de San Pablo la cesión de la capilla mayor de la iglesia, a fin de que sus restos mortales y los de sus descendientes fuesen sepultados allí.
Tras la defunción del obispo Pablo de Santa María, ocurrida el día 30 de agosto de 1435, su cadáver recibió sepultura en la capilla mayor, en la que recibieron sepultura posteriormente varios miembros de la familia Cartagena. Los restos de todos ellos yacían en diferentes sepulcros en forma de arcosolio colocados en la capilla mayor, y en el suelo de la misma capilla se encontraban seis lápidas de pizarra y alabastro bajo las que descansaban los restos de otros tantos miembros de la familia Cartagena. Los miembros de dicha familia que recibieron sepultura en la capilla mayor fueron:
- Pablo de Santa María (c. 1350-1435). Obispo de Burgos y de Cartagena.[24]
- Pedro de Cartagena (1388-1478). Regidor de la ciudad de Burgos e hijo del anterior.[82]
- María de Sarabia. Esposa de Pedro de Cartagena.[83]
- Mencía de Rojas. Esposa de Pedro de Cartagena.[83]
- Lope de Rojas (m. 1477). Canónigo de la catedral de Burgos e hijo de Pedro de Cartagena y de Mencía de Rojas.
- Álvaro Pérez de Cartagena (m. 1471). Hijo de Pedro de Cartagena.[81]
- Gonzalo de Santa María (1379-1448). Obispo de Gerona, Plasencia, Astorga y Sigüenza e hijo del obispo Pablo de Santa María.[83]
- Alonso de Cartagena (m. 1507). Hijo de Alonso de Cartagena y de Inés de Villalobos.[81]
- Ana de Leiva. Esposa del anterior e hija de Juan de Leiva y de Constanza de Mendoza.
- Pedro de Cartagena (1502-1533). Hijo de Alonso de Cartagena y de Ana de Leiva.[84]
- Juan de Cartagena (1500-1533). Hijo de Alonso de Cartagena y de Ana de Leiva.
- Inés de Mendoza y Cartagena. Hija de Alonso de Cartagena y de Ana de Leiva.[85]

En el presbiterio se hallaba colocada una pequeña sillería de coro destinada a los frailes, y la silla del padre prior del convento se encontraba cerca del altar de San Jacinto. En 1865, una urna cineraria que se supone que contenía los restos mortales del obispo Pablo de Santa María fue llevada a la catedral de Burgos y colocada en la capilla de la Visitación, junto a la tumba de su hijo, el obispo Alfonso de Cartagena.

### Coro y sepulcro de Leonor Enríquez

Escudo de armas de Leonor Enríquez de Castilla

El coro estaba situado en el centro de la nave central de la iglesia y, como era habitual en la época, estaba cerrado. Sobre la reja que permitía el acceso al coro, se hallaba colocado un crucifijo de grandes dimensiones. Y en el centro del coro se hallaba el sepulcro de Leonor Enríquez de Castilla, que era nieta del rey Alfonso XI de Castilla y esposa del mariscal de Castilla Diego Gómez Sarmiento, aunque conviene señalar que al principio su sepulcro estuvo colocado en el centro del crucero de la iglesia conventual y llegó a ser conocido en siglos posteriores como el de la «beata».
El sepulcro de Leonor era de alabastro y según Casillas García estaba adornado con los escudos de Castilla, de los Casa de Enríquez, y de la familia Sarmiento, aunque Pellicer afirmó que cuatro de los seis escudos que había en el sepulcro eran de los Sarmiento y los dos restantes «un caftillo puefto en lifonja y quatro leones», que corresponde al escudo de armas de la propia Leonor Enríquez.
Y conviene señalar que el sepulcro de Leonor Enríquez fue el primero «de bulto» o con estatua yacente que hubo en el convento de San Pablo de Burgos, y desde el siglo XV estuvo protegido también por una reja de hierro. Y teniendo en cuenta la estirpe o «dignidad» de la difunta, como señaló Castillas García, el sepulcro debió de ser una obra «notable», en opinión de diversos autores, por lo que tal vez su ubicación en el centro del coro conventual propició el que fuera destrozado en los avatares que sufrió el convento a lo largo del siglo XIX.
En el siglo XVIII se construyó un nuevo coro a los pies del templo, que fue colocado sobre el arco que cobijaba la entrada a la iglesia, y se colocaron en él una colección de lienzos que representaban los triunfos de la Orden de Predicadores y una sillería, siendo todo ello costeado por Cristóbal de Miranda, Provincial de la Orden y prior del convento en 1729.

### Capilla de las Once Mil Vírgenes

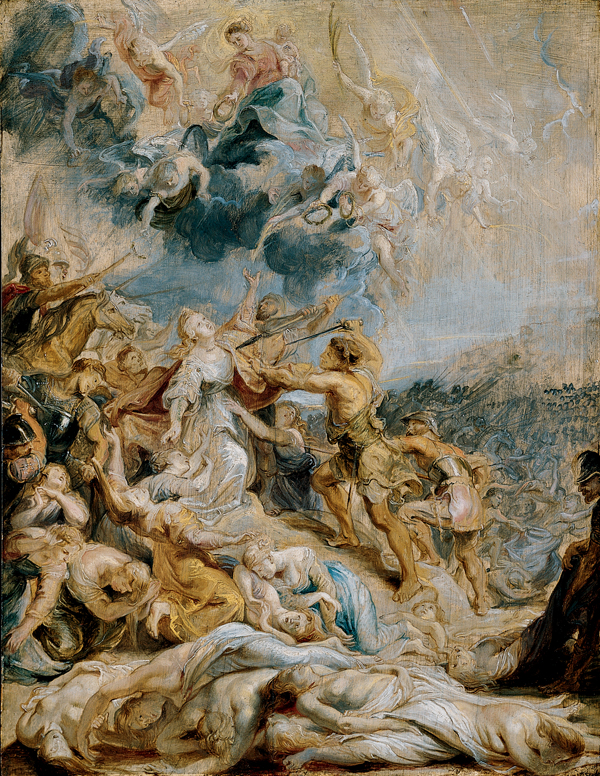
El martirio de Santa Úrsula y de las Once Mil Vírgenes. Peter Paul Rubens. (Kimbell Art Museum)

Se encontraba junto a la sacristía, en la nave de la Epístola. En el recinto que ocupó esta capilla había estado en un primer momento la sacristía de la iglesia conventual. Posteriormente, entre los años 1499 y 1506, el recinto fue reformado a fin de destinarlo al culto de las Once Mil Vírgenes, contando para ello con el patrocinio de Bernardino Fernández de Velasco y Mendoza, conde de Haro y condestable de Castilla, y de su esposa Juana de Aragón, hija ilegítima del rey Fernando II de Aragón. Ambos cónyuges dispusieron la fundación de modo que «la capilla fuese relicario donde ninguno se enterrase».
Uno de los impulsores de la reforma de la Orden de los dominicos, el obispo fray Pascual de Ampudia, impulsó a principios del siglo XVI la fundación de la capilla de las Once Mil Vírgenes, a cuya consagración asistió la reina Juana I de Castilla y su esposo, Felipe I de Castilla. A la consagración de la capilla, que tuvo lugar en 1506 y fue un destacado acontecimiento en la ciudad de Burgos, asistieron 150.000 personas, según refieren varios autores.
No obstante, tras la defunción de Juana de Aragón, que fue sepultada junto con su esposo en el monasterio de Santa Clara de Medina de Pomar, los sucesivos condestables de Castilla se desentendieron de su patronato sobre la capilla de las Once Mil Vírgenes, debido al alto coste que les suponía conservarlo, y perdieron sus derechos de propiedad sobre la misma.
En diciembre de 1563 los frailes del convento cedieron la capilla a los hermanos Francisco Maluenda y Andrés de Maluenda, a fin de que en ella pudieran recibir sepultura los individuos que los nuevos patronos estimasen oportuno. La familia Brizuela heredó los derechos de patronazgo sobre la capilla y los conservó hasta la desaparición del convento de San Pablo.
En el centro de la capilla estaba colocado el sepulcro exento de Juan Francisco de Maluenda y de Margarita Alonso de Maluenda, que se hallaba decorado con mármoles, el sepulcro de Andrés de Maluenda y de Isabel de la Torre, el de Antonio de Maluenda, abad de San Millán, y el de Melchor de Brizuela y Maluenda, descendiente de la familia Maluenda. También fue sepultado en esta capilla Pedro de Maluenda, doctor en Sagrada Teología y capellán de Carlos I de España, que asistió al concilio de Trento por deseo de dicho monarca y falleció en 1562.
Destacaba la reja de bronce que, según refiere Isidro Gil Gabilondo, «pasaba por una obra maestra del arte», y en la capilla estaba colocada una tabla en la que se enumeraban las reliquias existentes en el convento de San Pablo, entre las que figuraban las de San Pablo, San Constancio, San Jerónimo, San Juan Crisóstomo, San Cornelio, San Bernardo, Santa Lucía, Santa Inés, San Amando, San Lorenzo, Santo Domingo, San Sebastián, Santa Rosa de Lima, del Santo Sepulcro y de las Once Mil Vírgenes, traídas estas últimas por el padre Pablo de la Vega, con licencia del papa Alejandro IV.
Entre los meses de septiembre de 2002 y junio de 2003, durante el estudio arqueológico de las ruinas del desaparecido convento de San Pablo, fue descubierta una cripta en el terreno que había ocupado la capilla de las Once Mil Vírgenes. La cripta es de planta rectangular, y cuenta con unas dimensiones exteriores de 4,71 por 3,83 metros, e interiores de 3,39 por 3,29 metros, lo que le proporcionaba una superficie interna de unos 11,15 m². La cripta de la familia Maluenda estaba concebida como un carnero familiar, y fue utilizada por los miembros del linaje y por sus descendientes.

### Capilla de San Gregorio

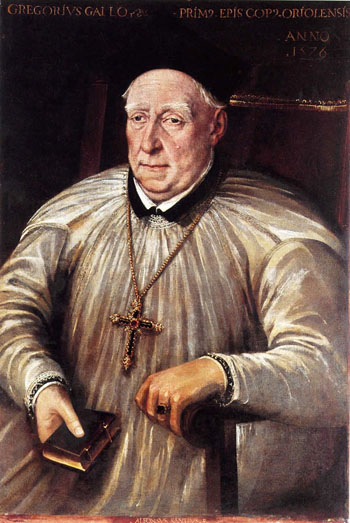
Retrato del obispo Gregorio Antonio Gallo de Andrade. Atribuido a Alonso Sánchez Coello. Siglo XVI. (Museo Diocesano de Arte Sacro de Orihuela)

Se encontraba en la nave de la Epístola de la iglesia y junto al presbiterio. Comenzó a edificarse en el año 1508, bajo el patronazgo de Diego López Gallo, regidor de la ciudad de Burgos, en el terreno que había ocupado la capilla de la Piedad, que hubo de ser demolida. En la capilla se encontraban sepultados numerosos miembros de la familia Gallo, entre ellos Gregorio Antonio Gallo de Andrade, obispo de Segovia y Orihuela, fallecido en el año 1579. Los restos mortales del obispo descansaban bajo un dosel de terciopelo y damasco negro adornado con los escudos de armas de la familia Gallo, aunque sin epitafio alguno.
En la capilla había diez arcosolios, y en los cinco del lado de la Epístola estaban colocados cinco sepulcros en los que descansaban los restos mortales de varios miembros de la familia Gallo, cuyo escudo de armas consistía en:

Tres gallos negros, uno encima de otro, sobre campo dorado, en el cuartel de la mano derecha, y en el de la izquierda un castillo abrasado en llamas, en campo azul, y entrambos cuarteles los rodea una orla blanca con ocho aspas negras.

El retablo principal de la capilla de San Gregorio era obra de los artistas Antonio de Elejalde y García de Arredondo, y fue descrito del siguiente modo:

Tenía por principal figura la de San Gregorio, tamaño natural, encima una Asunción, y por remate un Calvario. Al lado derecho de San Gregorio un relieve de Santiago a caballo, al izquierdo un San Jerónimo de tan singular invención como buen diseño. Tiene el santo las manos juntas, elevada la vista a un crucifijo y las piernas cruzadas la una sobre la otra, como acostumbramos en conversación familiar. El sombrero está colgado en un árbol del país.

El mobiliario de la capilla quedó dispersado durante la Guerra de la Independencia, y numerosos enseres y obras de arte no fueron devueltos al convento al término de la contienda. La capilla tenía un coro y se hallaba cerrada por una reja.

### Capilla de Santo Domingo
En ella recibieron sepultura numerosos miembros de la familia Salamanca, y la mayoría de dichos individuos dispusieron la celebración de numerosas misas por sus almas y cedieron para ello diversas propiedades al convento. Diego de Salamanca Polanco y su esposa, María de Frías, que fueron los fundadores de la capilla, estaban sepultados en un sepulcro con arcosolio y estatuas yacentes de pizarra en el lado de la Epístola. Al lado de su sepulcro estaba colocada una ménsula en la que aparecían el escudo de la familia Salamanca y una lápida con inscripción en caracteres góticos, que en la actualidad se encuentran en el museo de Burgos.
En el centro de la capilla estaban sepultados Juan de Salamanca y Beatriz López de Polanco, padres de los fundadores de la capilla, y en la subida al altar principal estaban sepultados Diego García de Salamanca y Catalina García, abuelos de los fundadores. En cada uno de los tres arcosolios colocados en el lado del Evangelio de la capilla estaban sepultados:
- Juan Alonso de Maluenda Salamanca, abad de Foncea.[112]
- Juan de Salamanca Polanco (m. 1534).[112]
- Francisco de Salamanca Polanco y Leonor de Orense.[112]

En un informe emitido, aproximadamente en junio de 1869, por la Real Academia de Bellas Artes de San Fernando, se afirmaba que algunos de los sepulcros estaban:

Decorados con bellísimos arcos sepulcrales y cada uno con un excelente bajorrelieve del Santo de la devoción del difunto. Están aún en pie uno de San Francisco recibiendo los estigmas de J. C. y un bautismo de Nuestro Señor en otro nicho o arco del opuesto lado del recinto.

En 1689 la capilla de Santo Domingo y sus retablos fueron trasladados a la capilla de Nuestra Señora del Rosario, y esta última y sus retablos fueron trasladados a la de Santo Domingo, que fue reformada y ampliada. El retablo de la nueva capilla de Santo Domingo, de estilo churrigueresco, fue adquirido en el siglo XIX por el concejo del municipio de San Medel, cercano a la ciudad de Burgos, e instalado en su iglesia.
El traslado de las capillas y sus enseres se pudo realizar porque el patronato de la capilla de Santo Domingo, que correspondía a la familia Salamanca, se había extinguido con Juan Alonso de Maluenda, lo que permitió al convento tomar judicialmente posesión de la capilla en el año 1619.

### Capilla de Nuestra Señora del Rosario

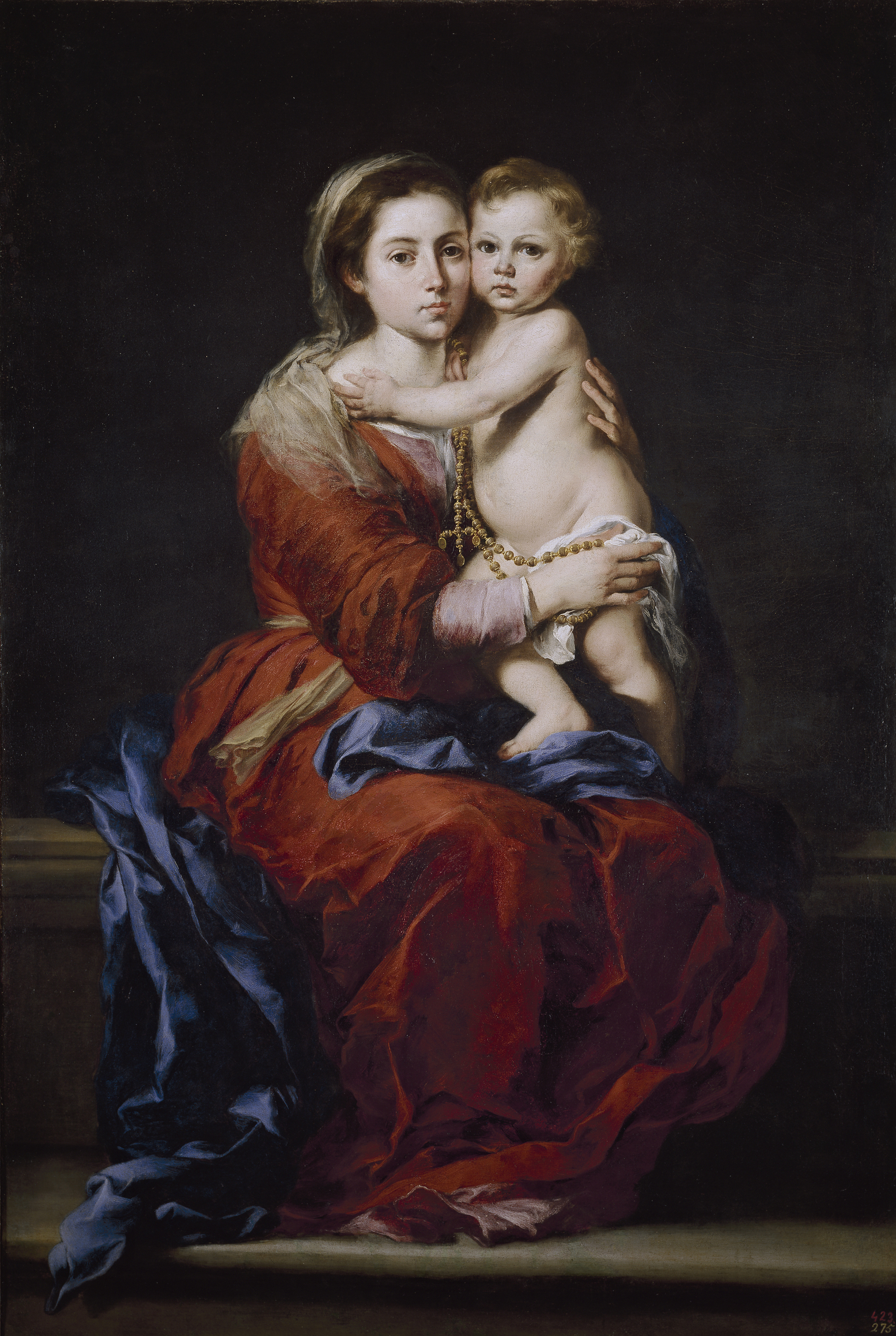
Virgen del Rosario con el Niño. Bartolomé Esteban Murillo. (Museo del Prado)

Fue fundada en 1507 por Lope de Valdivieso, señor de Torrepadierne y maestresala de los Reyes Católicos, que había acordado con los frailes dominicos que edificaría una capilla destinada a la Virgen del Rosario. La construcción de la capilla fue encomendada al arquitecto Francisco de Colonia, quien para llevar a cabo los deseos de Lope de Valdivieso se vio obligado a ampliar su planta, lo que pudo conseguirse gracias a la intervención en 1507 del rey Fernando II de Aragón. Los restos mortales de Lope de Valdivieso, que falleció en Portugal, fueron trasladados al convento de San Pablo por dos frailes del mismo.
La capilla fue edificada por Francisco de Colonia, y era considerada una de las más bellas del convento. El retablo era «grande y hermoso» y en sus quince tablas aparecían representados los quince misterios del Santo Rosario, y en el centro estaba colocada una escultura de la Virgen del Rosario, aunque la cofradía todavía conservaba la imagen procesional de la Virgen ejecutada por Felipe Bigarny. A finales del siglo XVII el retablo de la capilla «se estaba cayendo a pedazos», y en 1689, a fin de mejorarla y ampliarla, la capilla de Ntra. Sra. del Rosario y sus retablos fueron trasladados a la capilla de Santo Domingo, y esta última y sus retablos fueron trasladados a la de Ntra. Sra. del Rosario, que fue reformada y ampliada.
El diseño de la nueva capilla y del nuevo retablo fueron encargados a Bernabé de Hazas y Simón de la Nestrosa. La reforma de la capilla y el nuevo camarín de la Virgen costaron 14.750 reales y el coste del nuevo retablo, de estilo barroco, ascendió a 7.750 reales. En el centro del nuevo retablo fue colocada una imagen grande de la Virgen del Rosario y en el nuevo camarín fue colocada la imagen antigua, que probablemente sería, según algunos autores, la imagen ejecutada por Felipe Vigarny.
En la nueva capilla se colocaron dos sepulturas colectivas de los miembros de la cofradía de Ntra. Sra. del Rosario, bajo dos losas de piedra que estaban colocadas ante el altar y retablo de la capilla. La capilla de Ntra. Sra. del Rosario se benefició a finales del siglo XVIII del mecenazgo de José Javier Rodríguez de Arellano, arzobispo de Burgos, que la dotó de coro y rejas.
En 1808, durante la Guerra de la Independencia, las dos imágenes de la Virgen del Rosario y otros objetos de culto fueron trasladados a la iglesia de San Lesmes, ante el temor de los desmanes que podrían cometer los soldados franceses, y otros objetos fueron trasladados a otros lugares y nunca fueron recuperados. El día 23 de enero de 1814, una vez terminada la guerra, y con gran solemnidad, se trasladaron las imágenes desde la iglesia de San Lesmes a su capilla en el convento de San Pablo, en la que hubo que hacer algunas reparaciones, pues los franceses ocasionaron numerosos daños en el convento.
En 1836, durante la Desamortización de Mendizábal, los dominicos fueron expulsados del convento y la cofradía hubo de abandonar el convento. El retablo barroco de la capilla pasó a ser propiedad del arzobispado de Burgos.

### Capilla del Santo Cristo
Se encontraba en la nave del Evangelio. Había sido fundada en el espacio que anteriormente habían ocupado dos capillas. En ella recibieron sepultura, entre otros, Julián de Lazcano y Frías, caballero de la Orden de Santiago y comisario general de la Caballería, su esposa Elvira Fernández de Córdoba, y su suegro Alonso de Frías, teniente general de Artillería.
En la capilla del Santo Cristo, también llamada del Cristo de la Salud, tenía su sede la cofradía del Santísimo Cristo de la Salud y de María Santísima de la Misericordia, que era propietaria de las dos imágenes de esta advocación.

### Capilla de San Andrés
Estaba en la nave del Evangelio, entre la capilla de Ntra. Sra. del Rosario y la capilla de San Bernardino. El patronato de la capilla correspondía a Andrés del Peso y a sus sucesores, pero en 1494 pasó a manos del mercader Antonio Melgosa y sus descendientes, que se comprometieron a abonar al convento dos florines de censo cada año, aunque Andrés del Peso y su familia conservarían la propiedad sobre tres sepulturas llanas en el suelo de la capilla. Posteriormente, en la capilla de San Andrés recibieron sepultura varios miembros de la familia Melgosa, y había en ella dos sepulcros bajo arcosolios en una de las paredes de la capilla.
También recibió sepultura en esta capilla Ruy Gómez de Villafría, que cedió al convento de San Pablo dos cargas de trigo cada año en Villímar a cambio de que se dijeran dos misas por su alma, de las que una debería celebrarse el día de San Andrés y la otra el día de San Pedro.

### Capilla de San Pedro Mártir
Se encontraba en el lugar que habían ocupado las capillas de Santa Catalina de Ricci y de La Resurrección. El convento cedió el terreno que habían ocupado las capillas de La Resurrección, que antes se llamó de Santa Catalina, y la capilla de San Pedro Mártir, a Antonio de Santa Cruz y sus descendientes, que pagaron 9.000 maravedís por ello, a fin de que edificaran una nueva capilla dedicada a San Pedro Mártir.
En la capilla recibieron sepultura varios miembros de la familia Santa Cruz que fueron caballeros de la Orden de Santiago y, por ello, hacia 1629 estaba colocada en una de las paredes de la capilla una tabla grande, a modo de losa de sepultura, en la que estaba clavado un paño negro con el hábito de la Orden de Santiago, aunque sin título ni letrero. También fueron sepultados en ella Álvaro de Santa Cruz y su esposa, Beatriz de Castro, García Rodríguez de Santa Cruz y su hijo, Alonso de Santa Cruz, y la esposa de este último, Beatriz de Maluenda.
Posteriormente el patronato de la capilla pasó a ser de la familia Sanzoles, y fueron sepultados en ella Francisca de Santa Cruz y su esposo, Pedro de Sanzoles, y también, entre otros, Diego de Sanzoles y Santa Cruz, y José de Sanzoles y Santa Cruz, que eran hijos de Pedro de Sanzoles y su esposa.

### Capilla de San Luis Beltrán
Anteriormente se llamó capilla de San Bernardino, y en ella fueron sepultados, entre otros, Pedro López del Río, Alonso de Villanueva, Antonio de Villegas y Villanueva, y Mariana de Soria. En esta capilla se recogieron, hacia 1870, los siguientes restos, aunque desaparecieron:

Dos estatuas yacentes del siglo XV, que formaban la entrada a la capilla, junto con dos ángeles y dos estatuitas arrodilladas y dos ménsulas del siglo XV de los sepulcros de este lado.

También proceden de la capilla de San Luis Beltrán dos estatuas orantes, que probablemente correspondan a Pedro López del Río y a su esposa, y dos arcángeles que se conservan en el Museo de Burgos.

### Capilla de Santa Rosa de Lima
La capilla de Santa Rosa de Lima fue fundada alrededor del año 1478 por Ferrán González de Aranda, abad de Covarrubias, tesorero de la iglesia de Burgos y capellán del rey, que falleció en 1478, según constaba en su epitafio, y fue sepultado en ella.
También fueron sepultados en la capilla Teresa de Castro y su hermano, Jerónimo de Aranda, cuyo sepulcro se conserva en el Museo de Burgos.

### Otras capillas

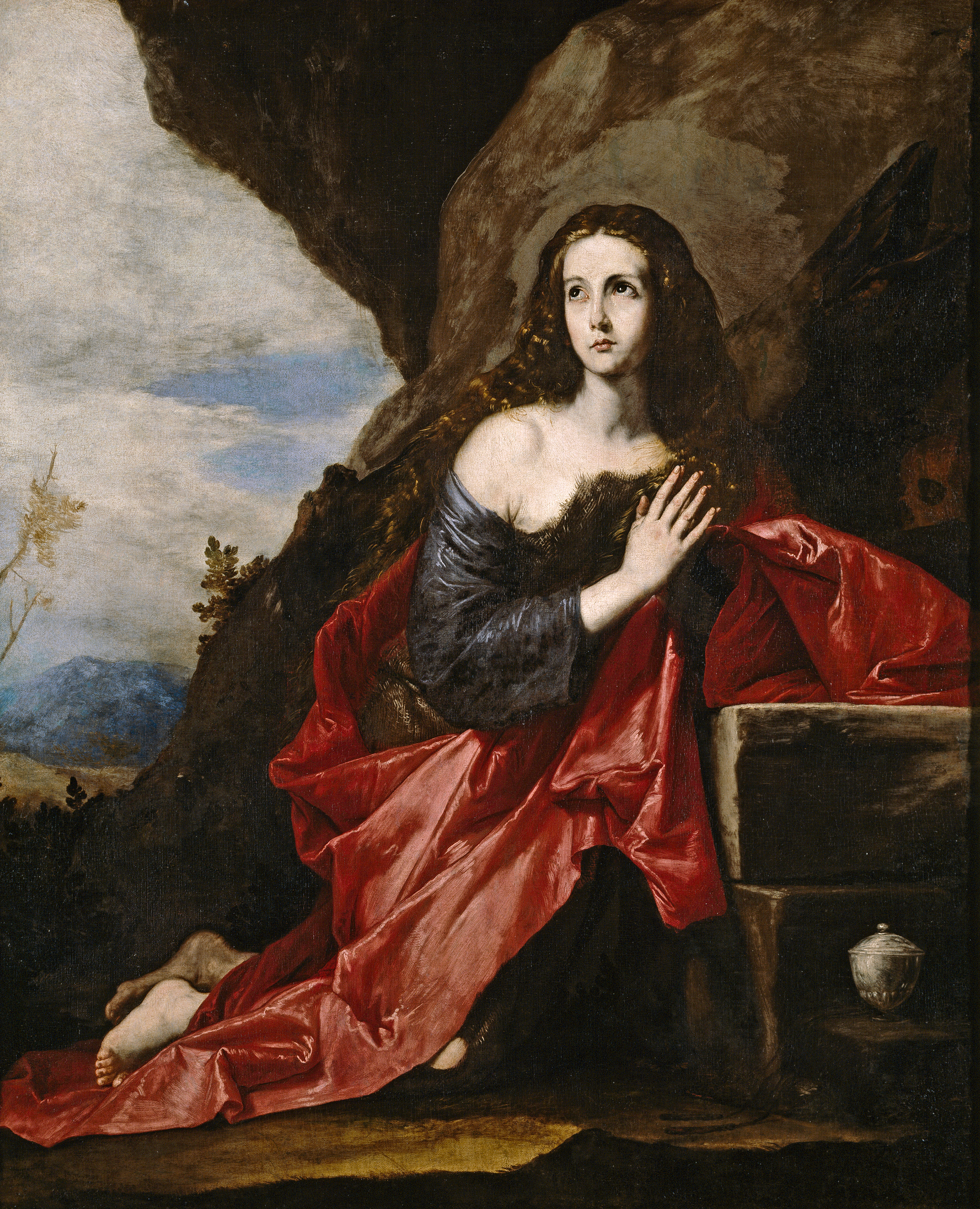
Magdalena penitente. José de Ribera. 1641. (Museo del Prado)

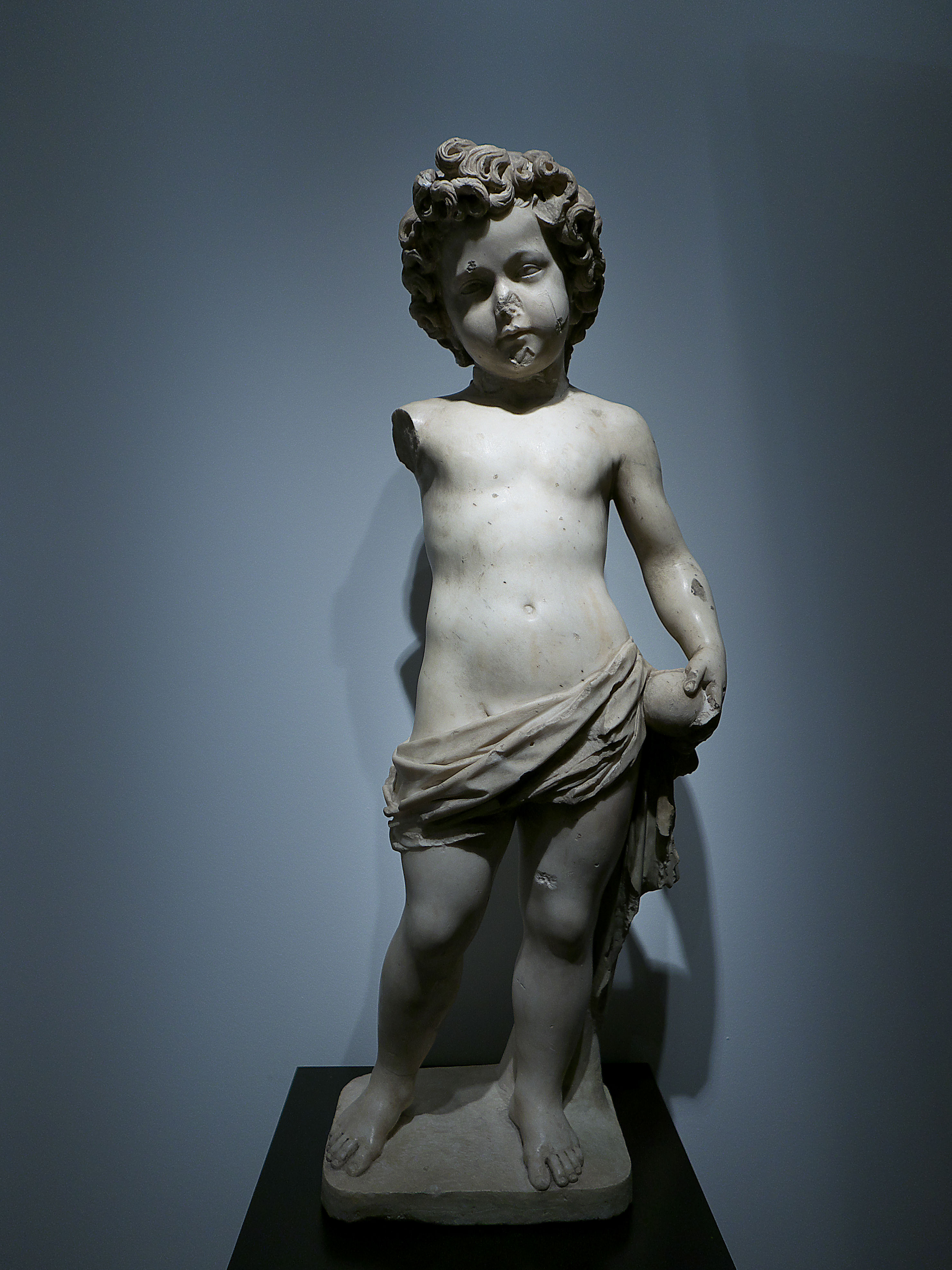
Niño Jesús, Michelangelo Naccherino

- Capilla de Santiago. La primitiva capilla de Santiago se encontraba al lado de la capilla mayor. Posteriormente cambió de lugar y fue trasladada a la capilla situada entre las de Santa Ana y San Sebastián. En ella recibieron sepultura varios miembros de las familias Sandoval, Riaño y Llantadilla.[125]
- Capilla de Santa María Magdalena. Se encontraba al lado de la capilla mayor.
- Capilla de Santa Ana. Se encontraba en la nave de la Epístola y fue fundada alrededor del año 1500. En ella se veneraba una imagen de Santa Ana y en ella fue sepultado Juan Fernández de Ampuero, cantero de los reyes Enrique III y Juan II de Castilla.[126]
- Capilla de San Sebastián. En un arcosolio de la capilla fue sepultado Ruy García de Fuentes, que falleció en 1445 y fue escribano del rey y mayordomo del obispo Alfonso de Cartagena, y también fue sepultado en ella Alonso García de Fuentes, canónigo de la catedral de Burgos.[127]
- Capilla de las Ánimas. Algunas partes de los altares de la capilla se encuentran en la actualidad en la iglesia del municipio burgalés de Quintanadueñas.
- Capilla del Tránsito de Nuestra Señora.
- Capilla de San Ildefonso. Se encontraba en la nave del Evangelio.
- Capilla de Nuestra Señora de los Dolores.
- Capilla de los Ángeles. Se encontraba en la nave de la Epístola.
- Capilla de Santa Lucía.
- Capilla del Dulce Nombre de Jesús.

### Altares
Está documentado que en la iglesia conventual de San Pablo estuvieron colocados numerosos altares, aunque solamente se conocen los nombres de algunos de ellos:
- Altar del Niño Jesús.
- Altar de Santo Tomás, en cuya parte superior estaba colocado el escudo de armas del licenciado Gómez de Salazar.[66]
- Altar de San Juan. Fue elogiado por el académico Antonio Ponz, que señaló que era de buena arquitectura.[66] Diversos autores señalan que lo más probable es que estuviera cerca del coro y del sepulcro de Leonor Enríquez de Castilla.[128]
- Altar de San Vicente Ferrer. Estaba junto al pilar de entrada del lado del Evangelio de la capilla mayor.[128]
- Altar de San Jacinto. Estaba junto al pilar de entrada del lado de la Epístola de la capilla mayor.[128]

## Sacristía
Se encontraba en la nave de la Epístola, junto al ábside de la iglesia y al lado de la capilla de San Gregorio, y fue edificada, al mismo tiempo que aquella, merced a la financiación del regidor de Burgos Diego López Gallo. Fue obra del arquitecto Juan de Vallejo. Era de planta cuadrada y de forma ochavada en altura, y sus claves de bóveda estaban adornadas con los escudos de armas del regidor Diego López Gallo.
La sacristía estaba decorada con varios lienzos en los que aparecían representados los martirios de varios santos, y que fueron ejecutados por el monje cartujo Diego de Leiva. Según un testigo, la sacristía «era una de las más suntuosas y fuertes de (la) ciudad, toda ella de bellísima piedra franca» y, a juicio de la Comisión Provincial de Monumentos, debería haber sido conservada.

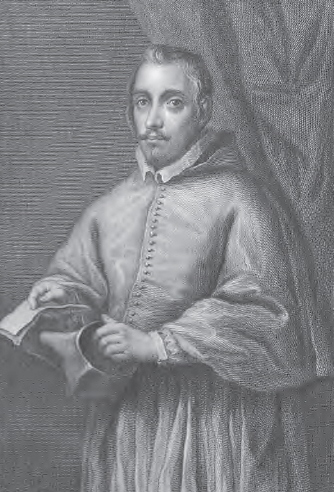
El cardenal Francisco de Mendoza y Bobadilla. 1791. Retratos de Españoles ilustres

## Sala capitular
En el centro de la sala capitular estaba la sepultura de Fernando de Beaumont, hijo de Luis de Beaumont, condestable de Navarra, y nieto del rey Juan II de Aragón. En la capilla aneja a la sala capitular fueron sepultados, entre otros:
- Juana, esposa del obispo Pablo de Santamaría.[130]
- María, madre del obispo Pablo de Santamaría.[130]
- María Núñez, hermana del obispo Pablo de Santamaría.
- Juan Garcés de Maluenda.[131]
- Juan de Maluenda, hijo del anterior.
- Luis de Maluenda, hijo del anterior.
- Diego Hurtado de Mendoza.[131]
- Catalina de Cartagena, esposa del anterior.
- Francisca de Silva, hermana de Francisco de Mendoza y Bobadilla, cardenal arzobispo de Burgos.[132]
- Aldonza de Castilla, sobrina de Francisco de Mendoza y Bobadilla, cardenal arzobispo de Burgos.[132]

## Claustro
Era de forma cuasi rectangular y de amplias dimensiones. Cada uno de sus lados medía aproximadamente 30 metros, estaba construido en piedra, y su parte baja, en la que había numerosos enterramientos y varios altares y capillas, estaba abovedada. En las claves de las bóvedas del claustro bajo y en las cornisas se hallaban colocados los escudos del obispo fray Pascual de Ampudia, que había sufragado el coste de las obras de abovedamiento del claustro bajo. Había cuatro altares de piedra, de la época del emperador Carlos V, dedicados a la Anunciación, Tránsito de Nuestra Señora, Asunción de la Virgen y Resurrección de Jesucristo.

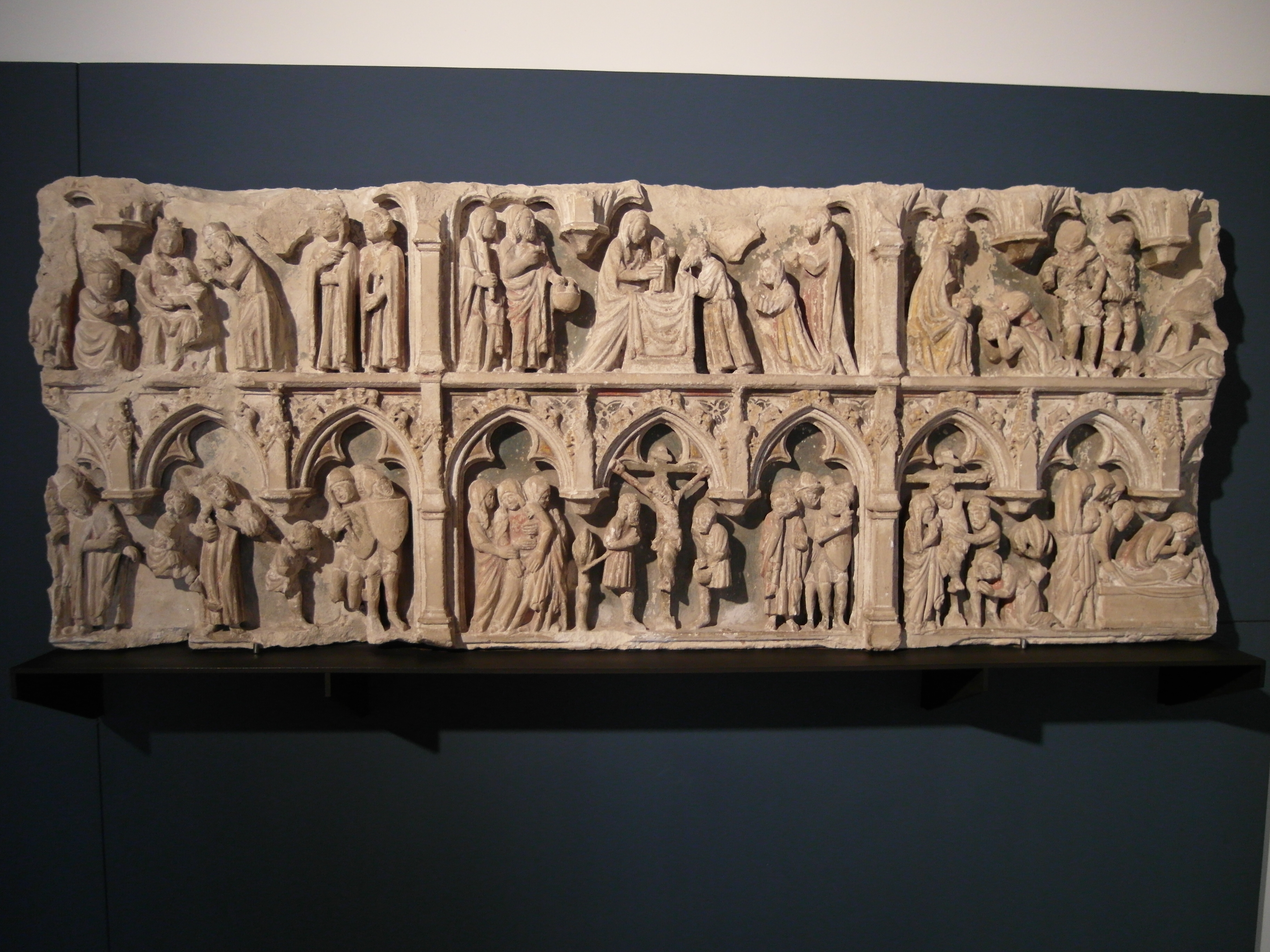
Frontal de altar románico del convento de San Pablo de Burgos. (Museo de Burgos)

El claustro estaba pavimentado con cuarzos, cantos de río y huesos de animales, y en él se hallaban colocados numerosos lienzos, entre los que destacaba la serie de santos de la Orden de Santo Domingo pintados por el fraile burgalés Juan del Valle, religioso del convento de San Pablo. Una escalinata monumental, edificada a base de piedra de Hontoria a mediados del siglo XVI, partía del claustro bajo y permitía el acceso al claustro superior. En el claustro había varias capillas funerarias, y en una de ellas fue sepultado Gonzalo de Burgos, que fue regidor de la ciudad de Burgos.
En el Museo de Burgos se conserva un frontal de altar de piedra del siglo XIV. Fue recogido en las ruinas del convento el día 16 de agosto de 1873, y apareció a los pies de la iglesia conventual y colocado boca abajo sobre un sarcófago, aunque probablemente antes habría estado colocado en uno de los muros del claustro. La distribución de las figuras en el frontal está supeditada al diseño arquitectónico, ya que todas las escenas se encuadran por columnas y están coronadas por doseles calados. El frontal se divide en dos cuerpos, y en cada uno de ellos hay tres calles. En la parte central del cuerpo inferior aparece un relieve de la Crucifixión, y a sus lados aparecen Simón de Cirene y el Descendimiento. La escena central del cuerpo superior es la Presentación en el Templo, y a sus lados aparecen la Adoración de los Reyes Magos y la Matanza de los Inocentes. La composición del frontal de altar es de gran claridad narrativa y la obra tal vez fuera ejecutada por varios artistas. El diseño es tosco, con figuras desproporcionadas y adaptadas al marco, pero todas de gran expresividad, naturalidad y cierto patetismo.